# Une femme a passé
Pour plus de détails, voir Fiche technique et Distribution.
Une femme a passé est un film français réalisé par René Jayet et sorti en 1929.

## Synopsis
Jean-Marie Grignard, un vieux marinier, vit sur la péniche la Mouette en compagnie de sa servante Gertrude et de son fils adoptif Pierre. Lors d'une étape en ville, il se détend au café la Féria. S'y produit la Concha, la capiteuse et captivante danseuse vedette de l'établissement. Il tombe sous son charme ensorcelant, et va jusqu'à lui proposer de vivre sur sa péniche. La Concha se gausse d'abord mais quand une bagarre générale éclate, elle fuit dans la nuit. Rencontrant Jean-Marie, elle lui déclare soudain accepter son hospitalité. Mais l'inconstante, qui s'ennuie, remarque vite que Pierre, le fils, la dévore des yeux.

## Fiche technique
- Réalisation : René Jayet
- Directeur de la photo : Robert Legeret
- Production :  Productions Cinématographiques T.J.
- Format : 35 mm
- Durée : 65 minutes
- Date de sortie : 6 juin 1929[1]
- Tournage en extérieur à Marseille, Beaucaire et sur le canal du Midi

## Distribution
- Suzanne Talba : La Concha
- Camille Bardou : Jean- Marie Grignard, le marinier
- Jean Gérard : Pierre, le roulier, son fils adoptif
- Gaby Dary : Gertrude, la vieille servante
- Émile Saint-Ober : le patron de l'hôtel du Trianon
- Luc Dartagnan (non crédité)
- Gilbert Périgneaux : Le Bretteur, le protecteur de la Concha
- André Bertoux : le vicomte de Tanaris
- et le chien Peluche